# Atletiek op de Paralympische Zomerspelen 2024 - 400 m vrouwen T20
De 400 meter voor vrouwen klasse T20 op de Paralympische Zomerspelen 2024 vond plaats op 2 september (series) en 3 september (finale) in het Stade de France. Deze klasse is voor atletes met een verstandelijke beperking, atletes in deze klasse hebben een IQ-score van 75 of minder. De winnares van 2020 was Breanna Clark uit de Verenigde Staten, zij in in 2024 opgevolgd door Yuliia Shuliar uit Oekraïne. De Turkse Aysel Onder behaalde het zilver en Deepthi Jeevanji uit India won de bronzen medaille.

## Records
Voorafgaand aan het toernooi waren dit de wereldrecords en Paralympische records.
| Wereldrecord        | India Deepthi Jeevanji        | 55.07 | Kobe  | 20 mei 2024      |
| Paralympisch record | Verenigde Staten Brenna Clark | 55.18 | Tokio | 31 augustus 2021 |

## Series
De eerste drie van beide series kwalificeerden zich direct voor de finale. Van de overgebleven atleten kwalificeerden bovendien de twee snelsten zich voor de finale.

#### Serie 1
| Rang | Baan | Naam                          | Naam | Tijd    | Bijz. |
| ---- | ---- | ----------------------------- | ---- | ------- | ----- |
| 1    | 6    | Deepthi Jeevanji              | IND  | 55.45   | Q     |
| 2    | 4    | Yuliia Shuliar                | UKR  | 56.49   | Q, SB |
| 3    | 9    | Antonia Keyla da Silva Barros | BRA  | 57.54   | Q, SB |
| 4    | 8    | Carina Paim                   | POR  | 58.37   |       |
| 5    | 3    | María Alejandra Murillo       | COL  | 59.52   | SB    |
| 6    | 5    | Orawan Kaising                | THA  | 1:02:52 |       |
| 7    | 7    | Kiara Maene                   | BEL  | 1:06:25 |       |

### Serie 2
| Rang | Baan | Naam                         | Naam | Tijd  | Bijz. |
| ---- | ---- | ---------------------------- | ---- | ----- | ----- |
| 1    | 5    | Aysel Onder                  | TUR  | 54.96 | Q, WR |
| 2    | 6    | Breanna Clark                | USA  | 56.32 | Q, SB |
| 3    | 4    | Leonela Coromoto Vera Colina | VEN  | 56.41 | Q, PB |
| 4    | 6    | Lizanshela Angulo            | ECU  | 57.35 | q     |
| 5    | 9    | Telaya Blacksmith            | AUS  | 57.96 | q     |
| 6    | 7    | Diane Carolina Vivenes Paula | DOM  | 59.23 |       |

## Finale
| Rang   | Baan | Naam                          | Naam | Tijd  | Bijz. |
| ------ | ---- | ----------------------------- | ---- | ----- | ----- |
| Goud   | 6    | Yuliia Shuliar                | UKR  | 55.16 | PB    |
| Zilver | 8    | Aysel Onder                   | TUR  | 55.23 |       |
| Brons  | 7    | Deepthi Jeevanji              | IND  | 55.82 |       |
| 4      | 5    | Breanna Clark                 | USA  | 56.43 |       |
| 5      | 9    | Leonela Coromoto Vera Colina  | VEN  | 57.18 |       |
| 6      | 3    | Lizanshela Angulo             | ECU  | 57.90 |       |
| 7      | 4    | Antonia Keyla da Silva Barros | BRA  | 58.34 |       |
| 8      | 2    | Telaya Blacksmith             | AUS  | 59.30 |       |